# Schwesta Ewa
Schwesta Ewa, pseudonimo di Ewa Malanda, nata Müller (Koszalin, 16 luglio 1984), è una rapper polacca naturalizzata tedesca.

## Biografia
Schwesta Ewa si è trasferita a Kiel con la madre e i due fratelli minori da piccola. Ha iniziato a lavorare come prostituta quando aveva 16 anni, lavoro che ha continuato a fare dopo il suo trasferimento a Francoforte sul Meno in seguito al diploma di scuola superiore.
Nel 2012 ha iniziato a collaborare con rapper della scena cittadina, e ha pubblicato il suo mixtape Realität. Il suo album di debutto, Kurwa, è uscito nel 2015 su etichetta discografica Alles Oder Nix Records e ha debuttato all'11ª posizione della classifica tedesca, alla 28ª di quella austriaca e alla 34ª di quella svizzera.
Alla fine del 2016 Schwesta Ewa è stata arrestata per traffico di esseri umani (la polizia sospettava infatti che avesse costretto cinque sue fan minorenni a prostituirsi), aggressione ed evasione fiscale. Il 20 giugno 2017 è stata riconosciuta colpevole di 35 capi di accusa da una corte di Francoforte e condannata a due anni e sei mesi di reclusione.
Nel 2018 il suo secondo album Aywa ha debuttato 8º in Germania, 20º in Austria e 28º in Germania. La rapper si è trasferita temporaneamente a Düsseldorf, dove ha dato alla luce una figlia nel gennaio del 2019. Il 12 gennaio 2020 ha iniziato la sua pena detentiva alla prigione Willich II. Poche settimane dopo il suo terzo album Aaliyah ha ottenuto i migliori posizionamenti in classifica in Germania e Austria, raggiungendo rispettivamente il 5º e il 25º posto.

## Discografia

### Album in studio
- 2015 – Kurwa
- 2018 – Aywa
- 2020 – Aaliyah
- 2022 – Awanta

### Mixtape
- 2012 – Realität

### Singoli
- 2018 – Schubse den Bullen
- 2018 – Mein Geständnis
- 2018 – Tabledance (con le SXTN)
- 2018 – Alles nur Show (con Bonez MC)
- 2019 – Cruella
- 2019 – Tokat
- 2020 – Bang Bang
- 2020 – Mama iz da
- 2022 – Mehr eier